# 克拉克·斯科尔斯
克拉克·柯里·斯科尔斯（英語：Clarke Currie Scholes，1930年11月25日—2010年2月5日），美国男子游泳运动员。他曾获得1952年夏季奥运会男子100米自由泳金牌。他也曾在1955年泛美运动会上收获两枚金牌。